# Meinhard
Meinhard é um município da Alemanha, situado no distrito de Werra-Meißner, no estado de Hesse. Tem 59,52 km² de área, e sua população em 2019 foi estimada em 2.790 habitantes.